# Mir (Display-Server-Protokoll)
Mir ist ein Display-Server-Protokoll für Linux-Betriebssysteme, das von Canonical Ltd entwickelt wird und im Betriebssystem Ubuntu das veraltete X Window System ersetzen soll. Zwischen 2013 und 2017 wurde Mir zusammen mit Unity 8/Lomiri, der geplanten nächsten Generation des Unity-Desktops, entwickelt. Im Zuge dessen wurde Mir für Canonicals mobiles Betriebssystem Ubuntu Touch verwendet.

## Geschichte
Anfang 2013 kündigte Canonical an, die Entwicklung des Wayland-Projekts nicht mehr zu unterstützen und stattdessen einen eigenen Display-Server zu entwickeln, da Wayland den Bedürfnissen des Ubuntu-Betriebssystems nicht gerecht würde. Dieser Schritt wurde von verschiedenen Seiten stark kritisiert, da Wayland von vielen bereits als zukünftiger Standard angesehen wurde.
Die Veröffentlichung und Integration in Ubuntus Unity-Desktop wurde ursprünglich für die Version 13.10 angekündigt, dann jedoch mehrmals verschoben. Mir wurde dann zunächst nur in das Smartphone-Betriebssystem Ubuntu Touch integriert. Auf Desktop-Computern wurde in der Version 16.10 erstmals standardmäßig die Option ausgeliefert, sich in Unity 8 anzumelden. Bis 2018 sollte das System fertig entwickelt sein. Dadurch soll es möglich sein, Ubuntu Touch und Ubuntu auf lange Sicht mit der gleichen Codebase zu betreiben und auf beiden Systemen die gleichen Programme zum Laufen zu bringen.
Im April 2017 verkündete Mark Shuttleworth das Ende der Projekte Mir, Ubuntu Touch und damit auch Unity 8. Ubuntu werde vom Unity-Desktop auf Gnome Shell als Desktopumgebung zurückwechseln.

## Aufbau
Ähnlich wie Wayland setzt Mir auf EGL auf und verwendet Teile der Infrastruktur, die ursprünglich für Wayland entwickelt wurde, wie zum Beispiel libhybris. Auch die X11-Kompatibilitätsschicht XMir basiert auf Wayland.
Andere Teile der Infrastruktur stammen von Android. Dazu gehört unter anderem das Speicherverwaltungssystem und Googles Protocol Buffers. Durch die Android-Bestandteile soll das System besonders gut für Smartphones geeignet sein.

## Verbreitung
Die einzige aktiv entwickelte Desktopumgebung mit nativer Unterstützung für Mir ist Canonicals Eigenentwicklung Unity 8. Bisher hat außer Ubuntu keine Linux-Distribution Pläne angekündigt, standardmäßig Mir zu verwenden. Laut Canonical-Entwickler soll Mir jedoch auch unabhängig von Unity 8 verwendbar sein. Bei verschiedenen Ubuntu-Derivaten wurde über eine mögliche Adaption nachgedacht, so überlegte die Xubuntu-Community, in Zukunft Xfce via XMir zu verwenden, diese Idee wurde jedoch später verworfen.
Am 23. Juli 2013 kündigte Compiz-Entwickler Sam Spilsbury an, wie zuvor für Wayland auch eine Konzept-Portierung des Mediencenters Kodi (früher XBMC) für Mir zu erstellen. Laut Ubuntu-Entwickler Oliver Ries stellte diese Portierung "den ersten nativen Mir-Client in freier Wildbahn" dar.

### Ubuntu
Nachdem die Einführung von Mir auf Ubuntu seit 2013 mehrmals verschoben wurde, kündigte Mark Shuttleworth im Mai 2016 in seinem traditionellen Videointerview mit der Community im Rahmen des Ubuntu Online Summits an, Ubuntu 16.10 mit einer Option für Mir und Unity 8 auszuliefern, „genauso, wie man Ubuntu mit dem MATE, KDE oder GNOME-Desktop installieren kann“. Diese Option kann bei der Anmeldung als Alternative zum standardmäßig installierten Unity-7-Schreibtisch ausgewählt werden. Viele Programme unterstützen Unity 8 jedoch noch nicht nativ, weshalb dieses Feature zunächst hauptsächlich als technische Demonstration gedacht ist.

### Toolkits und Entwicklungsumgebungen
- Qt5 ist das offiziell unterstützte Toolkit für Unity8 und Ubuntu Touch, das auch in dem Ubuntu-SDK mitgeliefert wird.
- SDL unterstützt Mir und Wayland ab der Version 2.0.4 vollständig.[15]
- GTK+ 3.16 beinhaltet ein experimentelles Mir-Backend.[16]

## Kritik
Canonicals Entscheidung, mit Mir einen eigenen Display-Server zu erarbeiten, löste Kontroversen aus, da viele Linux-Benutzer eine gemeinsame Arbeit an Wayland lieber gesehen hätten, um einen einheitlichen Standard zu etablieren. Daraufhin argumentierte Canonical, Wayland sei für die Zukunft von Ubuntu nicht geeignet und habe die schwerwiegenden Sicherheitsprobleme vom X-Window-System geerbt, jedoch nicht behoben. Diese Behauptung wurde wenig später revidiert, führte jedoch dazu, dass sich die Fronten weiter verhärteten. Kritiker – darunter Wayland-Entwickler Høgsberg – warfen Canonical vor, das Wayland-Projekt mit Falschaussagen torpedieren zu wollen.